# Boesenbergia islamii
Boesenbergia islamii là một loài thực vật có hoa trong họ Gừng. Loài này được Yusof & M.A.Rahman mô tả khoa học đầu tiên năm 2003.